# Borore
Borore ist ein Ort in der Provinz Nuoro in der italienischen Region Sardinien mit 1930 Einwohnern (Stand 31. Dezember 2023).
Borore liegt 57 km westlich von Nuoro.
Die Nachbargemeinden sind: Aidomaggiore (OR), Birori, Dualchi, Macomer, Norbello (OR), Santu Lussurgiu (OR), Scano di Montiferro (OR).

## Sehenswürdigkeiten

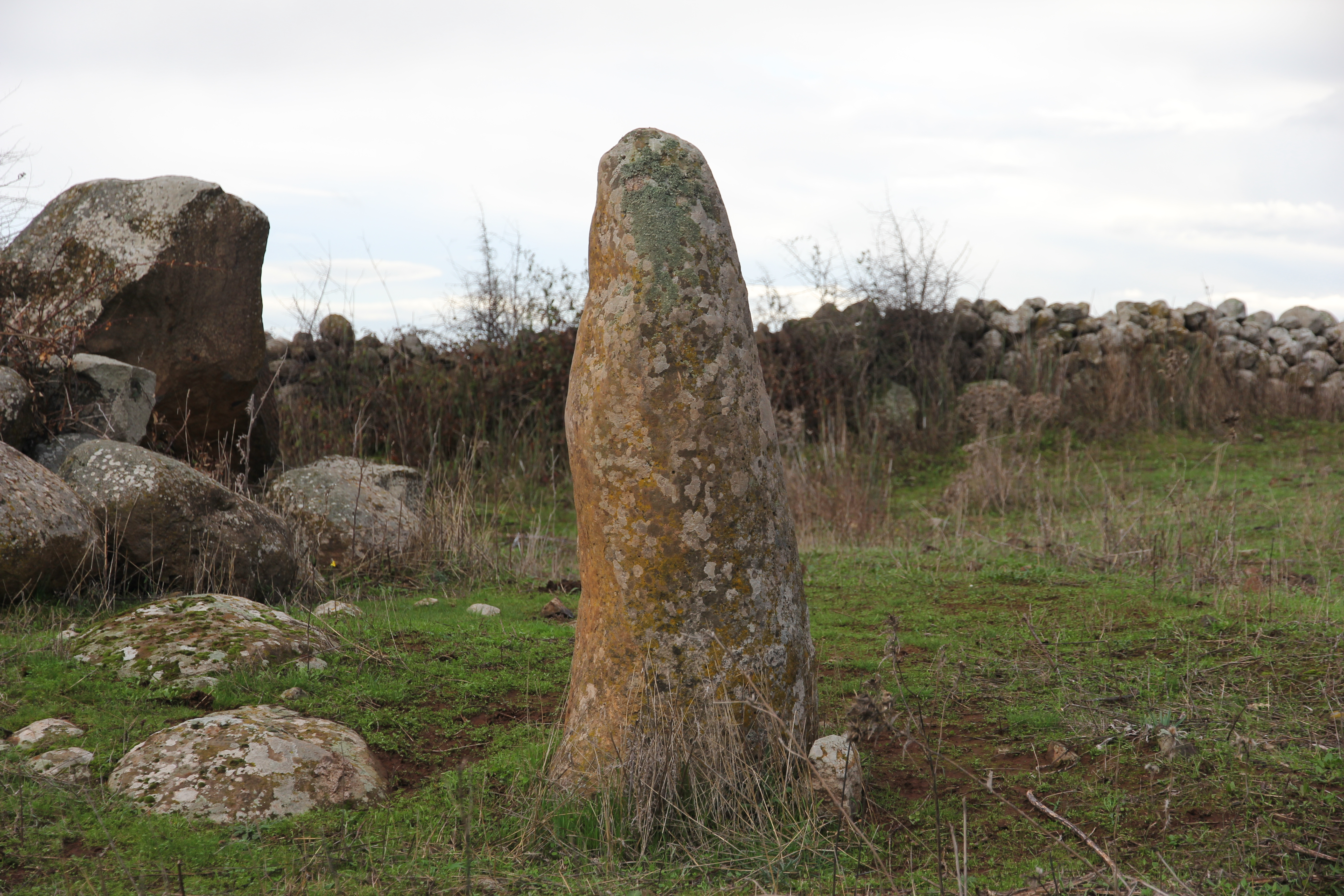
Menhir di Busola

Bei Borore liegen die Domus de Janas Ortigosu, Preitza, Preitza II, Mura 'e pungas, Putzu, Serbine, Tannara; die Dolmen Muttianu, Giuanne Pedraghe, Arghentu, Serbine, Serbine II, Sa mata 'e sa 'ide, Pedra in cuccuru; die Gigantengräber Imbértighe, Preda Longa ’e figu und Santu Bainzu, steht der Menhire von Busola, sowie die Nuraghen Bighinzones, Dous Nuraghes, Imbértighe und Porcarzos.

## Verkehr

### Bahnhof

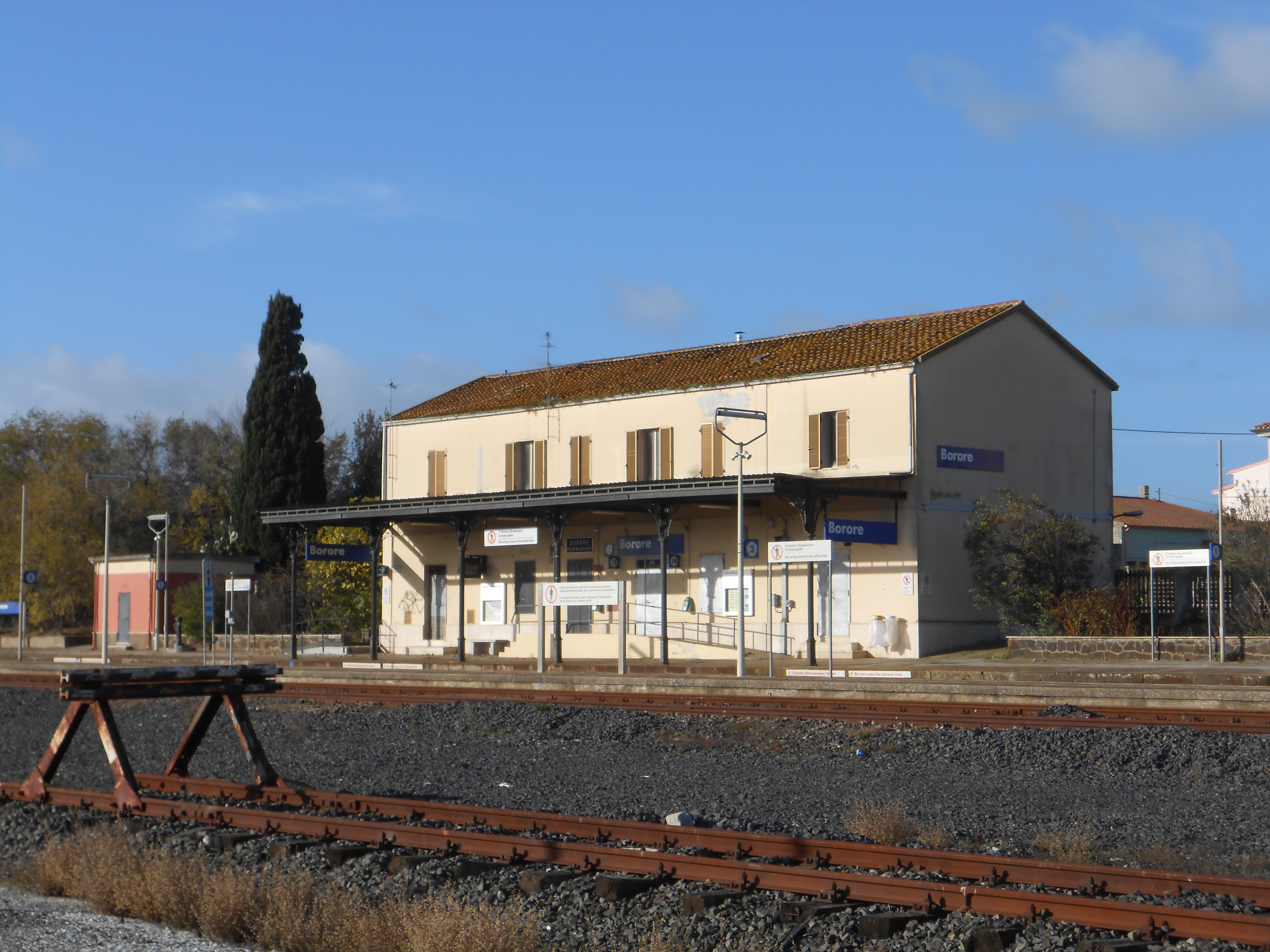
Bahnhof

Der Bahnhof Borore liegt an der Bahnstrecke Cagliari–Golfo Aranci Marittima.

### Ehemaliger Flugplatz
Bei Borore befand sich einer der ältesten Flugplätze Sardiniens (⊙). Er wurde 1919 zur Abwicklung des Luftpostverkehrs zwischen Cagliari-Monserrato und Sassari-Ottava sowie Terranova eingerichtet. 1940 verlegte man den Aero Club Cagliari wegen des Zweiten Weltkriegs aus Platz- und Sicherheitsgründen von Monserrato nach Borore, wo er bis 1942 aktiv war. Von 1942 bis 1944 nutzten italienische, deutsche und alliierte Militärstaffeln den Flugplatz kurzfristig, danach blieb er bis zu seiner offiziellen Auflassung im Jahr 1996 die meiste Zeit verwaist. In den letzten Jahren wurden auf dem Gelände Pferderennen veranstaltet.